# Axa (nombre)
Axa y/o Ajsa y/o Aisa es un nombre propio femenino de origen hebreo en su variante en español. Proviene de la raíz hebrea «עכסה», Ákjsa o acsa, que significa pulsera. Albaigés Olivart lo relaciona con el nombre árabe Aixa (bien conocido por ser el de la segunda esposa del profeta Mahoma) y con el hebreo Ixa (mujer).

## Origen, significado y usos
“Axa” aparece en un zéjel (canción popular andaluza de origen árabe) del siglo xv, recogida por Federico García Lorca, cuyo texto dice 

Tres moricas me enamoran en Jaén: Axa y Fátima y Marién

Otras fuentes hablan de ‘Axa’, ‘Ákissa’ o ‘Acsa’ como nombre hebreo que significa Adornada o romper el velo, pulsera de tobillo o tobillera, esclava, símbolo de matrimonio o pertenencia en algunas culturas de Oriente Medio. En la Biblia es el nombre de la hija de Caleb y mujer de Otoniel, primer juez de Israel.
También se usa o puede aparecer como apócope o hipocorístico de Nataxa.